# Хофман, Альберт
Альберт Хо́фман (нем. Albert Hofmann; 11 января 1906 — 29 апреля 2008) — швейцарский химик и литератор, широко известный как «отец» ЛСД.

## Биография
Альберт Хофман родился в Бадене, Швейцария и был старшим из четырёх детей в семье. В подростковом возрасте ему пришлось заниматься торговлей, чтобы поддерживать семью и больного отца. Однако он усиленно занимался самообразованием, получая денежную помощь от своего крёстного. Он обучался химии в Университете Цюриха. Его основной интерес был в химии растений и животных, и позже Хофман провёл важные исследования, относящиеся к химической структуре общего для всех животных вещества хитина, — за эту работу он получил докторскую степень. Хофман вошёл в химико-фармацевтическое подразделение Лаборатории Сандоз (Sandoz Laboratories) (сейчас Novartis), находящейся в Базеле, начав изучать лекарственное растение морской лук и грибок спорынью как часть программы по очистке и синтезу активных компонентов для использования в фармацевтических целях.
Его исследование лизергиновой кислоты, центрального общего компонента алкалоидов спорыньи, в конечном счёте привело к синтезу LSD-25 в 1938 году. Через 5 лет, повторяя синтез почти забытого вещества, доктор Альберт Хофман открыл психоделический эффект ЛСД после случайной адсорбции вещества через кончик пальца 16 апреля 1943 года. Три дня спустя, 19 апреля (день, известный как День велосипеда, после его поездки домой под воздействием ЛСД), сознательно принял 250 микрограммов (0,00025 грамма) и испытал более интенсивный эффект. После была проведена серия экспериментов с LSD при участии самого Хофмана и его коллег. Первые записи об этих опытах были сделаны 22 апреля того же года.
Хофман стал директором отделения естественных продуктов Лаборатории Сандоз и приступил к изучению галлюциногенных веществ, найденных в мексиканских грибах и других растениях, используемых аборигенами. Это привело его к синтезу псилоцибина, активного агента наркотикосодержащих грибов.
Хофман также стал интересоваться семенами мексиканской ипомеи, вьюнком вида Turbina corymbosa, семена которой назывались местными жителями «ололиуки» (Ololiúqui). Он был удивлён, обнаружив, что активный элемент этих семян химически схож с ЛСД.
В 1962 году он и его жена Анита путешествовали в южную Мексику для поиска растения Ska Maria Pastora (Листья Марии-Пастушки), позднее известной как шалфей предсказателей (Salvia divinorum). Хофман обнаружил образцы растения, но не смог добиться успеха в идентификации активных компонентов (сальвинорина А, сальвинорина B).
Он называл ЛСД «лекарством для души» и был расстроен общемировым запретом вещества, приведшим к тому, что ЛСД ушёл в подпольные круги. «ЛСД был успешно использован в течение 10 лет в психоанализе», — говорил он, добавляя, что препарат был «украден» молодёжным движением 60-х США и затем неоправданно демонизирован правящими кругами, по отношению к которым молодёжное движение было в оппозиции. Он признавал, что ЛСД может быть опасным в плохих руках.
Хофман является автором более 100 научных работ и автором или соавтором нескольких книг, включая его книгу «ЛСД — мой трудный ребёнок», являющуюся частично автобиографией и содержащую описание известного велосипедного путешествия.

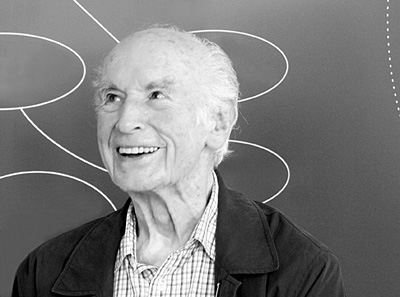
Альберт Хофман в 2006 году

В свой столетний юбилей 11 января 2006 года он стал центральной фигурой международного симпозиума, посвящённого ЛСД, привлёкшего большое внимание СМИ к его открытию.
В списке ста ныне живущих гениев, опубликованном компанией Synectics на основе опроса, проведенного в 2007 году в Великобритании, Альберт Хофман занял первое место.
Скончался от сердечного приступа в своем доме в Бурге под Базелем 29 апреля 2008 года, в возрасте 102 лет.

Я думаю, что в эволюции человека никогда прежде не было настолько необходимо иметь это вещество ЛСД, оно всего лишь инструмент для того чтобы помочь стать теми, кем нам предназначено быть.
Оригинальный текст (англ.)I think that in human evolution it has never been as necessary to have this substance LSD, it is just a tool to turn us into what we are supposed to be.
— Альберт Хофман, 2006
Дню столетия Альберта Хофмана посвящён компакт-диск «Project Eleusis» — The Bible Of Psychedelics лейбла Dropout Productions, содержащий сборник музыки в стиле пси-транс.